# Pimp C
Pimp C, de son vrai nom Chad Lamont Butler, (29 décembre 1973 à Port Arthur–4 décembre 2007 à Los Angeles), est un rappeur américain et l'un des pionniers du Dirty South. Il forme un duo avec Bernard Freeman, alias Bun B, sous le nom de groupe Underground Kingz, communément appelé UGK.

## Biographie

### UGK
Butler forme le groupe de hip-hop Underground Kingz (UGK) avec son meilleur ami Bernard « Bun B » Freeman en 1987 à Port Arthur, dans le Texas,. Après s'être fait connaître de manière locale, le duo signe sur Jive Records et publie un EP The Southern Way en 1988. Le mouvement hip-hop vit alors une période faste, et le groupe devient populaire en se positionnant comme proche de la culture de la rue au travers des paroles de ses chansons et ses choix instrumentaux.
Le duo participe en 1992 à la bande originale du film Menace II Society, puis sort Banned, Too Hard to Swallow, et, en 1994, Super Tight. Toutefois, ces albums sont sortis de manière indépendante ce qui ne permet pas encore à Pimp C et Bun B d'être reconnus du grand public. En 1996, le duo publie son troisième album Ridin' Dirty, qui atteint la deuxième place du Top R&B/Hip-Hop Albums.

### Prison et album solo
En janvier 2002, Pimp C est arrêté puis incarcéré pour avoir violé sa période probatoire à la suite d'une agression. Il est condamné à huit ans d'incarcération. En 2001, le duo sort quand même l'album Dirty Money. Bun B lance une campagne Free Pimp C, demandant la libération de Pimp C. Pimp C publie en 2005, depuis sa prison, l'album solo The Sweet James Jones Stories. Il multiplie les interviews et les articles, notamment dans The Source, et fait fabriquer des casquettes et des tee-shirts avec ce slogan.
Pimp C est libéré le 30 décembre 2005 de la Terrell Prison Unit, un pénitencier du Texas, en ayant seulement purgé la moitié de sa peine, sa probation courant jusqu'en décembre 2009. Le 29 décembre 2006, il sort un album solo, Pimpalation, puis marque son retour au sein d'UGK avec Underground Kingz qui se classe numéro un au Billboard 200 et au Top R&B/Hip-Hop Albums.
Le matin du 4 décembre 2007, Pimp C est retrouvé inanimé dans sa chambre de l'hôtel Mondrian à West Hollywood, Los Angeles. Le décès serait survenu en raison de la combinaison d'une pathologie et de l'absorption de « purple drank » (un mélange de codéine, de prométhazine, de Sprite ou de Mountain Dew auquel on ajoute des bonbons). Le rapport du médecin légiste indiquait que la mort était « due aux effets de la prométhazine / codéine et à d'autres facteurs non établis ». Ed Winter, chef adjoint au bureau du médecin légiste, a déclaré que le niveau des médicaments était élevé, mais pas assez pour être considéré comme une overdose. Mais Butler avaient des antécédents d'apnée du sommeil, une maladie qui fait que le patient cesse de respirer pendant de courtes périodes durant le sommeil. En tandem avec cette maladie, le médicament contre la toux a sans doute supprimé de longues respirations, suffisant pour entraîner sa mort, déclare Winter.
Sa période d'incarcération aurait également eu des conséquences néfastes sur sa santé.

## Discographie

### Albums studio
- 2005 : Sweet James Jones Stories (en)
- 2006 : Pimpalation (en)

### Albums posthumes
- 2010 : The Naked Soul of Sweet Jones
- 2011 : Still Pimping
- 2015 : Long Live the Pimp

### Singles
- 2006 : I'm Free
- 2006 : Pourin' Up (feat. Mike Jones & Bun B)
- 2006 : Knockin' Doorz Down (feat. P.O.P. & Lil Keke)